# Kleče pri Dolu
Kleče pri Dolu so naselje v Občini Dol pri Ljubljani. 
V 1970. letih so v okolici Kleč nameravali zgraditi jedrsko elektrarno.